# Juegos Paralímpicos de Los Ángeles 2028
Los Juegos Paralímpicos de Los Ángeles 2028 (en inglés 2028 Paralympics Games) serán los decimoctavos Juegos Paralímpicos y tendrán lugar en 2028. El evento será acogido en Los Ángeles, Estados Unidos, se llevarán a cabo del 15 de agosto al 27 de agosto de 2028. Estos juegos marcan la primera vez que Los Ángeles albergará los Juegos Paralímpicos en su historia. La decisión final fue tomada por el COI el 13 de septiembre de 2017, en su conferencia anual en Lima, Perú.

## Proceso de elección
Como parte de un acuerdo formal entre el Comité Paralímpico Internacional y el Comité Olímpico Internacional, establecido en 2001, el ganador de la candidatura a los Juegos Olímpicos de 2028 también deberá organizar los Juegos Paralímpicos.

## Símbolos

### Logotipo
El logo oficial de los Juegos Olímpicos y Paralímpicos de Los Ángeles 2028 fueron relevados el 1 de septiembre de 2020, con una "A" intercambiable que refleja la diversidad cultural de Los Ángeles.

### Votación
| 131º Sesión del Comité Olímpico Internacional 13 de septiembre de 2017, Lima, Perú |                |         |
| Ciudad                                                                             | País           | Ronda 1 |
| Los Ángeles                                                                        | Estados Unidos | Unánime |